# Pterella zaisanica
Pterella zaisanica är en tvåvingeart som beskrevs av Yu. G. Verves 1984. Pterella zaisanica ingår i släktet Pterella och familjen köttflugor.
Artens utbredningsområde är Kazakstan. Inga underarter finns listade i Catalogue of Life.